# Lago Birket Qarun
El lago Karun o Birket Qarun  (en árabe: بحيرة قارون‎, bahirat qarun, o Birket al-Qarun o Birket el-Kerun) es un lago salino situado al oeste del río Nilo, unos ochenta kilómetros al suroeste de El Cairo, en la depresión del Fayum. Su antiguo nombre griego fue lago de Moeris y el dado por los antiguos egipcios era mer-wer, «gran lago».
Tiene unos 230 km² y está situado por debajo del nivel del mar, como toda la región en la que se halla, que forma un área deprimida de unos 1700 km². Está conectado al río Nilo mediante un canal, el canal de Yussef (Bahr Yussef ).
El lago, mucho más grande durante el Neolítico, fue descendiendo de nivel, teniendo actualmente una décima parte de la superficie que poseía hace 10 000 años. 

El lago y la zona que lo rodea ha sido designada en 2012 como sitio Ramsar. Es fuente del tilapia y otras pesquerías para el área local. El mamífero prehistórico Moeritherium se encontró e el área.